# Бугнара
Бугнара (груз. ბუღნარა) — село в Грузії.
За даними перепису населення 2014 року в селі проживає 249 осіб.